# クライオポンプ
クライオポンプは、真空ポンプの一つ。気体分子を極低温面に凝縮させて捕捉する、気体溜め込み式真空ポンプである。ここでは、ソープションポンプの機能を付加したクライオソープションポンプについても言及する。

## 概要
クライオポンプは、溜め込み式真空ポンプの一つである。真空容器内に極低温面を設置することで、その表面に残留気体を凝縮させ捕捉する。真空容器内で動作する装置が無く、また油を利用しないオイルフリー（ドライポンプ）であるため、クリーンな真空が得られる。動作範囲は、10 - 10-8 Paと広い。
ヘリウム、水素、ネオンの蒸気圧が高い気体を除き、ほとんどの気体に対しての大きな排気速度（1,000 - 10,000 L/s）を持ち、特に他のポンプに比べて水蒸気の排気速度が大きい。
欠点は、
- 極低温面を作り出すのに時間がかかるため、電源を入れてから使用可能になるまで1～数時間は待たねばならないこと
- 冷媒を圧縮するコンプレッサ（冷凍機）から大きな音が出ること
- 定期的に溜め込まれた気体を放出させ、ポンプを再生させる必要があること

## 構造
クライオポンプは、2段式の冷凍機構を持つ装置が一般的である。1段目は冷凍能力が大きく80K以下に冷却し、2段目は冷凍能力は小さいが、10 - 12Kに冷却することができる。1段目では水蒸気やアンモニア、二酸化炭素などが排気され、2段目では酸素や窒素、アルゴンなどが排気される。
凝縮パネル（および後述の吸着パネル）は、ヘリウムガスを冷媒とした冷凍機構によって冷却される。そのため、ポンプに加えてコンプレッサ一式が必要となる。

### クライオソープションポンプ
クライオソープションポンプは、クライオポンプでは排気しきれない、ヘリウム、水素、ネオンを、ソープションポンプの機能を付加させることによって、排気することを可能にした機種である。クライオポンプの2段目の凝縮パネルの内側に、多孔質の吸着パネル（吸着剤）を付けることによって、物理吸着を用いて残留気体を排気する。
凝縮パネルが適切な極低温に保たれていない場合、吸着パネルが目的とした気体（ヘリウム・水素・ネオン）以外の凝縮パネルで排気されるべき気体によって吸着パネルが汚染されるため、期待した真空が得られない。真空漕内に熱源がある場合は、クライオポンプの吸気口から熱源が見えないように隔離したり、水冷バッフルなどを用いて遮蔽する必要がある。また、大気圧から直接用いた場合など、凝縮パネル上で急激な凝縮が起こると、凝縮パネルの温度が上昇し、同様の問題が起こる可能性がある。
本来「クライオポンプ」と「クライオソープションポンプ」は別のものであり区別されるべきであるが、どちらも「クライオポンプ」と呼ばれることがある。